# Richard Dering
Richard Dering (auch Deering, Dearing; * um 1580; begraben 22. März 1630 in London) war ein englischer Organist und Komponist.
Nach dem Studium in Oxford zog es ihn 1612 nach Italien. Er trat dort zum katholischen Glauben über und geriet unter den Einfluss des italienischen Kompositionsstils, der von dieser Zeit an sein Schaffen stark beeinflusste. Im Jahre 1625 kehrte er in seine Heimat zurück, zuvor bekleidete er noch für einige Zeit die Organistenstelle am Kloster der Englischen Benediktinerinnen in Brüssel.
Die Werke seiner frühen Jahre stehen noch ausschließlich in der englischen Tradition, er schuf Vokal- und Instrumentalmusik auch unter Verwendung von Melodien seiner Heimat. Nach seiner Rückkehr folgen seine Werke dem italienischen Stil.